# Sindaci di Imperia
Di seguito l'elenco cronologico dei sindaci di Imperia e delle altre figure apicali equivalenti che si sono succedute nel corso della storia.

## Cronotassi

### Regno d'Italia (1861-1946)
| Periodo       | Periodo       | Primo cittadino    | Partito                    | Carica                  | Note |
| ------------- | ------------- | ------------------ | -------------------------- | ----------------------- | ---- |
| 1923          | 1925          | Riccardo Lualdi    |                            | Commissario prefettizio |      |
| 1925          | 1926          | Dino Dell'Erba     |                            | Commissario prefettizio |      |
| 1926          | 1932          | Giorgio Stoppani   | Partito Nazionale Fascista | Podestà                 |      |
| 1932          | ?             | Antonio Farina     |                            | Commissario prefettizio |      |
| 3 luglio 1935 | 7 aprile 1938 | Vittorio Treves    | Partito Nazionale Fascista | Podestà                 |      |
| 1945          | 1946          | Goffredo Alterisio | Partito Comunista Italiano | Sindaco                 |      |

### Repubblica Italiana (dal 1946)
| Sindaci eletti dal Consiglio comunale (1946-1995)    | Sindaci eletti dal Consiglio comunale (1946-1995) | Sindaci eletti dal Consiglio comunale (1946-1995) | Sindaci eletti dal Consiglio comunale (1946-1995) | Sindaci eletti dal Consiglio comunale (1946-1995) | Sindaci eletti dal Consiglio comunale (1946-1995) | Sindaci eletti dal Consiglio comunale (1946-1995) | Sindaci eletti dal Consiglio comunale (1946-1995) | Sindaci eletti dal Consiglio comunale (1946-1995) |
| Nominativo                                           | Nominativo                                        | Partito                                           | Partito                                           | Partito                                           | Partito                                           | Mandato                                           | Mandato                                           | Elezione                                          |
| Nominativo                                           | Nominativo                                        | Partito                                           | Partito                                           | Partito                                           | Partito                                           | Inizio                                            | Fine                                              | Elezione                                          |
| ---------------------------------------------------- | ------------------------------------------------- | ------------------------------------------------- | ------------------------------------------------- | ------------------------------------------------- | ------------------------------------------------- | ------------------------------------------------- | ------------------------------------------------- | ------------------------------------------------- |
|                                                      | Goffredo Alterisio                                |                                                   | Partito Comunista Italiano                        | Partito Comunista Italiano                        | Partito Comunista Italiano                        | 31 marzo 1946                                     | 27 maggio 1951                                    | Elezioni 1946                                     |
|                                                      | Ferdinando Scajola                                |                                                   | Democrazia Cristiana                              | Democrazia Cristiana                              | Democrazia Cristiana                              | 28 maggio 1951                                    | 15 novembre 1954                                  | Elezioni 1951                                     |
|                                                      | Bruno Agen                                        |                                                   | Democrazia Cristiana                              | Democrazia Cristiana                              | Democrazia Cristiana                              | 15 novembre 1954                                  | 30 maggio 1956                                    | Elezioni 1951                                     |
|                                                      | Carlo Gonan                                       |                                                   | Democrazia Cristiana                              | Democrazia Cristiana                              | Democrazia Cristiana                              | 31 maggio 1956                                    | 1960                                              | Elezioni 1956                                     |
| 1960                                                 | Carlo Gonan                                       | 22 dicembre 1961                                  | Democrazia Cristiana                              | Democrazia Cristiana                              | Democrazia Cristiana                              | Elezioni 1960                                     |                                                   |                                                   |
|                                                      | Giorgio Luciano Verda                             |                                                   | Democrazia Cristiana                              | Democrazia Cristiana                              | Democrazia Cristiana                              | Elezioni 1960                                     | 22 dicembre 1961                                  | 1964                                              |
| 1964                                                 | Giorgio Luciano Verda                             | 7 giugno 1970                                     | Democrazia Cristiana                              | Democrazia Cristiana                              | Democrazia Cristiana                              | Elezioni 1964                                     |                                                   |                                                   |
|                                                      | Giovanni Parodi                                   |                                                   | Democrazia Cristiana                              | Democrazia Cristiana                              | Democrazia Cristiana                              | 7 giugno 1970                                     | 21 maggio 1974                                    | Elezioni 1970                                     |
|                                                      | Alessandro Scajola                                |                                                   | Democrazia Cristiana                              | Democrazia Cristiana                              | Democrazia Cristiana                              | 21 maggio 1974                                    | 15 giugno 1975                                    | Elezioni 1970                                     |
|                                                      | Giuseppe Mauro Torelli                            |                                                   | Partito Comunista Italiano                        | Partito Comunista Italiano                        | Partito Comunista Italiano                        | 15 giugno 1975                                    | 3 marzo 1976                                      | Elezioni 1975                                     |
|                                                      | Francesco Ruscigni                                |                                                   | Partito Socialista Italiano                       | Partito Socialista Italiano                       | Partito Socialista Italiano                       | 3 marzo 1976                                      | 7 aprile 1976                                     | Elezioni 1975                                     |
|                                                      | Giuseppe Vassallo                                 |                                                   | Democrazia Cristiana                              | Democrazia Cristiana                              | Democrazia Cristiana                              | 7 aprile 1976                                     | 18 aprile 1977                                    | Elezioni 1975                                     |
|                                                      | Alessandro Scajola                                |                                                   | Democrazia Cristiana                              | Democrazia Cristiana                              | Democrazia Cristiana                              | 18 aprile 1977                                    | 7 aprile 1979                                     | Elezioni 1975                                     |
|                                                      | Bartolomeo Re                                     |                                                   | Democrazia Cristiana                              | Democrazia Cristiana                              | Democrazia Cristiana                              | 7 aprile 1979                                     | 8 giugno 1980                                     | Elezioni 1975                                     |
|                                                      | Renato Pilade                                     |                                                   | Democrazia Cristiana                              | Democrazia Cristiana                              | Democrazia Cristiana                              | 9 giugno 1980                                     | 29 ottobre 1983                                   | Elezioni 1980                                     |
|                                                      | Claudio Scajola                                   |                                                   | Democrazia Cristiana                              | Democrazia Cristiana                              | Democrazia Cristiana                              | 29 ottobre 1983                                   | 18 dicembre 1983                                  | Elezioni 1980                                     |
|                                                      | Giovanni Barbagallo                               |                                                   | Partito Socialista Italiano                       | Partito Socialista Italiano                       | Partito Socialista Italiano                       | 18 dicembre 1983                                  | 1985                                              | Elezioni 1980                                     |
| 1985                                                 | Giovanni Barbagallo                               | 2 luglio 1986                                     | Partito Socialista Italiano                       | Partito Socialista Italiano                       | Partito Socialista Italiano                       | Elezioni 1985                                     |                                                   |                                                   |
|                                                      | Giovanni Gramondo                                 |                                                   | Democrazia Cristiana                              | Democrazia Cristiana                              | Democrazia Cristiana                              | Elezioni 1985                                     | 2 luglio 1986                                     | 6 maggio 1990                                     |
|                                                      | Claudio Scajola                                   |                                                   | Democrazia Cristiana                              | Democrazia Cristiana                              | Democrazia Cristiana                              | 7 maggio 1990                                     | 23 aprile 1995                                    | Elezioni 1990                                     |
| Sindaci eletti direttamente dai cittadini (dal 1995) |                                                   |                                                   |                                                   |                                                   |                                                   |                                                   |                                                   |                                                   |
| Nominativo                                           | Nominativo                                        | Partito                                           | Partito                                           | Coalizione                                        | Coalizione                                        | Mandato                                           | Mandato                                           | Elezione                                          |
| Nominativo                                           | Nominativo                                        | Partito                                           | Partito                                           | Coalizione                                        | Coalizione                                        | Inizio                                            | Fine                                              | Elezione                                          |
|                                                      | Davide Berio                                      |                                                   | Partito Democratico della Sinistra                |                                                   | PDS-PRC-FL                                        | 23 aprile 1995                                    | 13 giugno 1999                                    | Elezioni 1995                                     |
|                                                      | Luigi Sappa                                       |                                                   | Forza Italia                                      |                                                   | FI-AN-CCD                                         | 13 giugno 1999                                    | 12 giugno 2004                                    | Elezioni 1999                                     |
|                                                      | Luigi Sappa                                       | FI-AN-UDC                                         | Forza Italia                                      | 12 giugno 2004                                    | 6 giugno 2009                                     | Elezioni 2004                                     |                                                   |                                                   |
|                                                      | Paolo Strescino                                   |                                                   | Il Popolo della Libertà                           |                                                   | PdL-LN                                            | 7 giugno 2009                                     | 15 maggio 2012                                    | Elezioni 2009                                     |
|                                                      | Sabatino Marchione (Commissario prefettizio)      | –                                                 | –                                                 | –                                                 | –                                                 | 15 maggio 2012                                    | 10 giugno 2013                                    | –                                                 |
|                                                      | Carlo Capacci                                     |                                                   | Indipendente                                      |                                                   | PD-L. civiche                                     | 10 giugno 2013                                    | 27 giugno 2018                                    | Elezioni 2013                                     |
|                                                      | Claudio Scajola                                   |                                                   | Indipendente                                      |                                                   | L. civiche                                        | 27 giugno 2018                                    | 31 maggio 2023                                    | Elezioni 2018                                     |
|                                                      | Claudio Scajola                                   | LSP-FI-FdI-NM-L. civiche                          | Indipendente                                      | 31 maggio 2023                                    | in carica                                         | Elezioni 2023                                     |                                                   |                                                   |